# Socofer
Socofer, est une PME familiale de construction de matériel ferroviaire faisant partie de la holding FINHAL. Elle est fondée en 1965 pour faire suite aux Établissements Billard créés en 1920 à Tours. La société est basée à Saint-Pierre-des-Corps.

## Histoire
Socofer est fondée en 1965 pour reprendre une partie de l'activité des établissements Billard fondés en 1920 et qui ont fermé en septembre 1964 et poursuivent durant quelques années la commercialisation de leurs produits ; jusqu'en 1980 l'entreprise ne construit que des draisines destinées aux réseaux des anciennes colonies d'Afrique de l'ouest,,. L'entreprise se revendique « Constructeur ferroviaire depuis 1920 » sur son site internet pour cette raison.
En 1981, l'entreprise familiale est reprise par Pierre Hallé,.
La société relance les activités issues de Billard et mises en sommeil durant plusieurs années et met au point le « Vaktrak » en 1985, un système de train aspirateur mis en œuvre sur le métro de Paris puis commercialisé à travers le monde.
Durant les années 2000, Socofer participe au programme de remotorisation de diverses locomotives SNCF, dont des BB 66000. En 2005, Bertrand Hallé prend la direction de l'entreprise.
En 2008, elle rachète l'activité rail-route de Ferway,. En 2009, elle s'associe à Voith pour la reconstruction de locotracteurs Y 7100 et Y 7400, devenant des Y 9000, pour le compte de la SNCF.
Entre 2012 et 2013, l'entreprise se dote d'un nouveau site industriel à Saint-Pierre-des-Corps, d'une superficie de 6 000 m2.
L'entreprise signe en 2017 un actionnariat  avec l'allemand Vossloh pour la création d’une société pour l'entretien et les révisions de son matériel d'exploitation, Imateq.
En 2017, l'entreprise construit les « Broom », deux draisines de contrôle et de nettoyage des voies pour la LGV Sud Europe Atlantique
L'entreprise construit également les engins de surveillance des voies (ESV), anciennement appelés "Surjoint" et gérés par SNCF Réseau, le rôle de ce matériel est de contrôler l'usure de la voie et l'état du réseau grâce aux technologies comme celle du lidar.
Ecotrain est un projet train léger autonome, développé en Open source, en cours de développement depuis 2019 par les sociétés Socofer et Stratiforme. Les premiers essais sont prévus en Occitanie en 2023.
En 2022, l'entreprise décroche un contrat pour des trains de travaux pour les chemins de fer des Émirats arabes unis.

## Production
- Locotracteurs à voie de 60 cm pour l'Armée (type SCF 303)
- Locotracteurs à voie de 60 cm pour la Société Métallurgique de Normandie de Mondeville (type T75P-type 1961 n°240 et 241).Ces locotracteurs ont été construits sur plan Billard. Le 241 a circulé sur le Train de Rillé.

- Locotracteurs à voie de 60 cm pour des bases de loisirs (Île de loisirs du Port-aux-Cerises, Draveil)
- Locotracteurs à voie de 60 cm pour des trains touristiques (Chemin de fer du Parc des Combes, Le Creusot)
- Baladeuses à voie de 60 cm pour des trains touristiques (Chemin de fer des Chanteraines, Villeneuve-la-Garenne ; Port aux Cerises, Draveil)

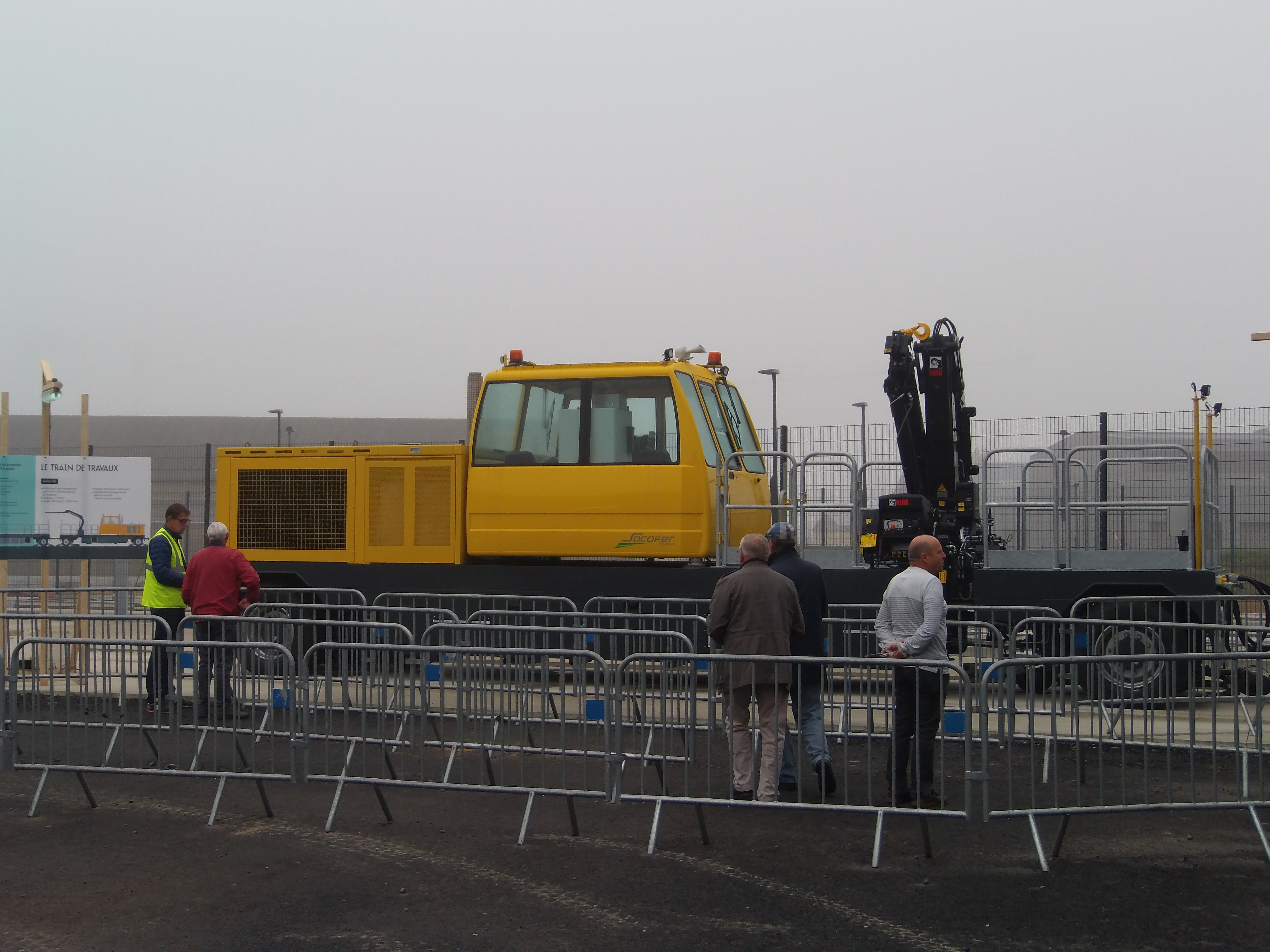
Le locotracteur du train de travaux de la ligne B du métro de Rennes

- Locotracteur pour train de maintenance de systèmes Véhicule automatique léger[13]
- Locotracteur pour train de maintenance de systèmes Neoval, dont notamment la ligne B du métro de Rennes[14]
- Une vingtaine de locotracteurs pour trains de maintenance pour le tunnel sous la Manche[15]

## Matériel préservé

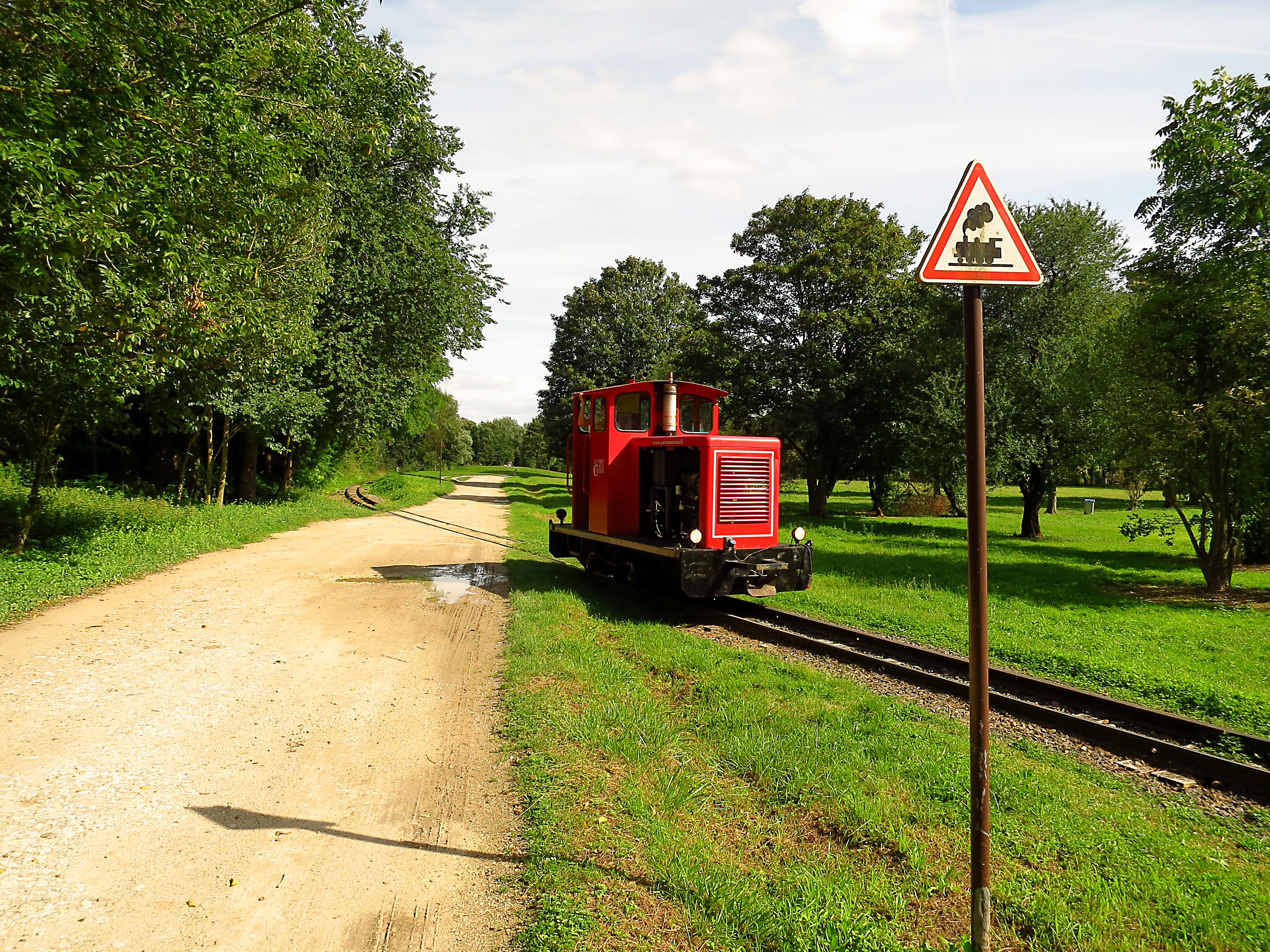
Le locotracteur Socofer du Petit Train de l'île de loisirs du Port-aux-Cerises

- Deux locotracteurs à voie de 60 cm, ex Armée française de 1968, à l'APPEVA (T28 et T29).
- Deux locotracteurs à voie de 60 cm de 1981, au Chemin de fer des Chanteraines.
- Un locotracteur à voie de 60 cm type T75P 1961, ex Société Métallurgique de Normandie de 1966, sur le Train de Rillé
- Un locotracteur à voie de 60 cm de 1981, à l'île de loisirs du Port-aux-Cerises.
- Un locotracteur à voie de 60 cm de 2001, au Chemin de fer du Parc des Combes.
- Des baladeuses de construction Socofer, au Chemin de fer des Chanteraines et à l'île de loisirs du Port-aux-Cerises.